# 歐文·格林杜爾
歐文·格林杜爾（發音：[ˈoʊain ɡlɨ̞nˈduːr]]；威廉·莎士比亚將其英語化為英語：；约1359年—约1415年），生於威爾斯，威爾斯統治者，為最後一位自称威尔士王的威爾斯人。
欧文·格林杜爾从他父親那里繼承了波伊斯法多格世袭親王和格林杜伊领主的頭銜。1400年9月16日，他發動叛亂，對抗英王亨利四世，以阻止英格蘭人統治威爾斯。1412年，歐文·格林杜爾戰敗並下落不明，威爾斯此後成為英格蘭王國的領土之一。